# Michael A. Mares
Michael A. Mares – amerykański zoolog, absolwent University of Texas, Austin, 1973 (Zoologia);
Fort Hays Kansas State University, Hays, Kansas, 1969 (Zoologia); University of New Mexico, Albuquerque, 1967 (Biologia).
Profesor (Distinguished Research Professor) Uniwersytetu Oklahoma oraz kurator (Distinguished Research Curator) Sam Noble Oklahoma Museum of Natural History.
Publikacje:
(książki)
1. Mares, M. A., and H. H. Genoways (eds.). 1982. Mammalian Biology in South America. Pymatuning Laboratory of Ecology, Special Publication No. 6. Linesville, PA, 539 pp.
2. Mares, M. A. (ed.). 1983. Charles Banks Wilson’s Search for the Purebloods. Special Publication, Stovall Museum, 58 pp.
3. Mares, M. A. 1988. Heritage at Risk: Oklahoma’s Hidden Treasure. Special Publication, Oklahoma Museum of Natural History, 73 pp.
4. Mares, M. A., R. A. Ojeda, and R. M. Barquez. 1989. Guide to the Mammals of Salta Province, Argentina. The University of Oklahoma Press, 303 pp.
5. Caire, W., B. P. Glass, J. T. Tyler, and M. A. Mares. 1989. The Mammals of Oklahoma. The University of Oklahoma Press, 567 pp.
6. Mares, M. A., and D. J. Schmidly (eds.). 1991. Latin American Mammalogy: History, Biodiversity and Conservation. The University of Oklahoma Press, 468 pp.
7. Barquez, R. M., M. A. Mares, and R. A. Ojeda. 1991. The Mammals of Tucumán (Los Mamíferos de Tucumán). Special Publication, Oklahoma Museum of Natural History, 282 pp.
8. Barquez, R. M., N. Giannini, and M. A. Mares. 1993. Guide to the Bats of Argentina (Guía de los Murciélagos de Argentina). Special Publication, Oklahoma Museum of Natural History, 119 pp.
9. Mares, M. A. (ed.). 1999. Encyclopedia of Deserts. University of Oklahoma Press, 654 pp. [Award: Outstanding Academic Book for 1999, Choice Magazine]
10. Barquez, R. M., M. A. Mares, and J. K. Braun. 1999. The Bats of Argentina. Special Publications, Museum of Texas Tech University, Lubbock, Texas, 42:1- 275.
11. Mares, M. A. (ed.) 2001. A University Natural History Museum for the New Millennium. Sam Noble Oklahoma Museum of Natural History, 121 pp.
12. Mares, M. A. 2002. A Desert Calling: Life in a Forbidding Landscape. Harvard Univ. Press, 318 pp.
Artykuły:
13. Carley, C., E. D. Fleharty, and M. A. Mares. 1970. Occurrence and activity of Reithrodontomys megalotis, Microtus ochrogaster, and Peromyscus maniculatus as recorded by a photographic device. Southwestern Naturalist, 15:209–216.
14. Mares, M. A. 1971. We are only half awake (essay on environmental deterioration). Phi Kappa Phi Journal, 51:25–35.
15. Mares, M. A. 1971. Coprophagy in the Texas tortoise. Texas Journal of Science, 23:300–301.
16. Mares, M. A. 1971. Notes on Bufo marinus tadpole aggregations. Texas Journal of Science, 23:433–435.
17. Mares, M. A., and D. E. Wilson. 1971. Bat reproduction during the Costa Rican dry season. BioScience, 21:471–477.
18. Fleharty, E. D., J. R. Choate, and M. A. Mares. 1972. Fluctuations in population density of the hispid cotton rat: factors influencing a “crash”. Bulletin Southern California Academy of Science, 71:132–138.
19. Mares, M. A. 1973. Desert rodent ecology: review for the Origin and Structure of Ecosystems convergent evolution research program. Acta Zoologica Lilloana, 30:207–225.
20. Fleharty, E. D., and M. A. Mares. 1973. Habitat preference and spatial relations of Sigmodon hispidus on a remnant prairie in west-central Kansas. Southwestern Naturalist, 18:21–29.
21. Dalby, P., and M. A. Mares. 1974. Notes on the distribution of the coney rat, Reithrodon auritus, in northwestern Argentina. American Midland Naturalist, 92:205–206.
22. Mares, M. A. 1975. South American mammal zoogeography: evidence from convergent evolution in desert rodents. Proceedings National Academy of Science USA, 72:1702–1706.
23. Mares, M. A. 1975. Observations of Argentine desert rodent ecology, with emphasis on water relations of Eligmodontia typus. Chap. 8, pp. 155–175. In Rodents in Desert Environments. I. Prakash and P. K. Ghosh (eds.). Junk, B. V., The Hague, The Netherlands. 624 pp.
24. Mares, M. A. 1976. Convergent evolution of desert rodents: multivariate analysis and zoogeographic implications. Paleobiology, 2:39–64.
25. Mares, M. A., M. Watson, and T. E. Lacher, Jr. 1976. Home range perturbations in Tamias striatus: food supply as a determinant of home range and density. Oecologia, 25:1–12.
26. Blair, W. F., A. C. Hulse, and M. A. Mares. 1976. Origins and affinities of vertebrates of the North American Sonoran Desert and the Monte Desert of northwestern Argentina. Journal of Biogeography, 3:1–18.
27. Mares, M. A. 1977. Water economy and salt balance in a South American desert rodent, Eligmodontia typus. Comparative Biochemistry and Physiology, 56A:325–332.
28. Mares, M. A. 1977. Aspects of the water balance of Oryzomys longicaudatus from northwest Argentina. Comparative Biochemistry and Physiology, 57A:237–238.
29. Mares, M. A. 1977. Water balance and other ecological observations on three species of Phyllotis in northwestern Argentina. Journal of Mammalogy, 58:514–520.
30. Mares, M. A. 1977. Water independence in a South American non-desert rodent. Journal of Mammalogy, 58:653–656.
31. Mares, M. A., and A. C. Hulse. 1977. Patterns of some vertebrate communities in creosote bush deserts. Chap. 8, pp. 209–226. In Creosote Bush: Biology and Chemistry of Larrea in New World Deserts. T. J. Mabry, J. H. Hunziker and D. R. DiFeo, Jr. (eds.). Dowden, Hutchison and Ross, Inc., Stroudsburg, Pennsylvania. 284 pp.
32. Mares, M. A., and D. F. Williams. 1977. Experimental support for food particle size resource allocation in heteromyid rodents. Ecology, 58:1186–1190.
33. Mares, M. A., F. Enders, J. Kingsolver, J. Neff, and B. B. Simpson. 1977. Prosopis as a niche component. Chap. 7, pp. 123–149. In Mesquite: Its Biology in Two Desert Ecosystems. B. B. Simpson (ed.). Dowden, Hutchison and Ross, Inc., Stroudsburg, Pennsylvania. 250 pp.
34. Mares, M. A., W. F. Blair, F. A. Enders, D. Greegor, J. Hunt, A. C. Hulse, D. Otte, R. Sage, and C. Tomoff. 1977. The strategies and community patterns of desert animals. Chap. 5, pp. 107–163.
In Convergent Evolution in Warm Deserts. G. H. Orians and O. T. Solbrig (eds.). Dowden, Hutchison and Ross, Inc., Stroudsburg, Pennsylvania. 333 pp.
35. Solbrig, O., W. F. Blair, F. Enders, A. Hulse, M. A. Mares, B. Simpson, and C. Tomoff. 1977. The biota: the dependent variable. Chap. 3, pp. 50–66. In Convergent Evolution in Warm Deserts. G. H. Orians and O. T. Solbrig (eds.). Dowden, Hutchison and Ross, Inc., Stroudsburg, Pennsylvania. 333 pp.
36. Orians, G. H., R. Cates, M. A. Mares, A. Moldenke, J. Neff, D. Rhoades, M. L. Rosenzweig, J. Schultz, B. Simpson, and C. Tomoff. 1977. Resource utilization systems. Chap. 6, pp. 164–224. In Convergent Evolution in Warm Deserts. G. H. Orians and O. T. Solbrig (eds.). Dowden, Hutchison and Ross, Inc., Stroudsburg, Pennsylvania. 333 pp.
37. Mares, M. A., and M. L. Rosenzweig. 1978. Granivory in North and South American deserts: rodents, birds and ants. Ecology, 59:235–241.
38. Williams, D. F., and M. A. Mares. 1978. Karyologic affinities of the South American big-eared bat, Histiotus montanus, (Chiroptera, Vespertilionidae). Journal of Mammalogy, 59:844–846.
39. Williams, D. F., and M. A. Mares. 1978. A new genus and species of phyllotine rodent (Mammalia: Muridae) from northwestern Argentina. Annals Carnegie Museum, 47:192–221.
40. Mares, M. A. 1979. Small mammals and creosote bush: patterns of richness. Chap. 5, pp. 57–94. In Larrea. E. C. Lopez, T. J. Mabry and S. F. Tavison (eds.). Centro de Investigacion en Quimica Aplicada, Saltillo, Coahuila, Mexico. 411 pp.
41. Mares, M. A. 1980. Convergent evolution among desert rodents: a global perspective. Bulletin Carnegie Museum, No. 16:1–51.
42. Mares, M. A. 1980. Desert mammals. Carnegie Magazine, 54:15–25.
43. Mares, M. A., M. R. Willig, and N. A. Bitar. 1980. Home range size in eastern chipmunks, Tamias striatus, as a function of number of captures: statistical biases of inadequate sampling. Journal of Mammalogy, 61:661–669.
44. Mares, M. A., R. Adams, T. E. Lacher, Jr., and M. R. Willig. 1980. Home range dynamics in chipmunks: responses to experimental manipulation of population density and distribution. Annals Carnegie Museum, 49:193–201.
45. Barquez, R. M., D. F. Williams, M. A. Mares, and H. H. Genoways. 1980. Karyology and morphometrics of three species of Akodon (Mammalia: Muridae) from northwestern Argentina. Annals Carnegie Museum, 49:379–403.
46. Mares, M. A., M. R. Willig, K. Streilein, and T. E. Lacher, Jr. 1981. The mammals of northeastern Brazil: a preliminary assessment. Annals Carnegie Museum, 50:81–137.
47. Mares, M. A., R. A. Ojeda, and M. P. Kosco. 1981. Observations on the distribution and ecology of the mammals of Salta Province, Argentina. Annals Carnegie Museum, 50:151–206.
48. Mares, M. A., K. Streilein, and M. R. Willig. 1981. Experimental assessment of several population estimation techniques on an introduced population of eastern chipmunks. Journal of Mammalogy, 62:315–328.
49. Mares, M. A. 1982. Contributing author for numerous species accounts and technical reviewer. In Mammal Species of the World. J. H. Honacki, K. E. Kinman, and J. W. Koeppl (eds.). Allen Press, Lawrence, Kansas. 694 pp.
50. Mares, M. A., and H. H. Genoways. 1982. Introduction. Pp. ix–x. In Mammalian Biology in South America. M. A. Mares and H. H. Genoways (eds.). Pymatuning Laboratory of Ecology Spec. Publ. No. 6. Linesville, PA. 539 pp.
51. Mares, M. A. 1982. The scope of South American mammalian biology: perspectives on a decade of research. Pp. 1–26. In Mammalian Biology in South America. M. A. Mares and H. H. Genoways (eds.). Pymatuning Laboratory of Ecology, Spec. Publ. No. 6. Linesville, PA. 539 pp.
52. Mares, M. A., and R. A. Ojeda. 1982. Patterns of diversity and adaptation in South American hystricognath rodents. Pp. 393–432. In Mammalian Biology in South America. M. A. Mares and H. H. Genoways (eds.). Pymatuning Laboratory of Ecology, Spec. Publ. No. 6. Linesville, PA. 539 pp.
53. Ojeda, R. A., and M. A. Mares. 1982. Conservation of South American mammals: Argentina as a paradigm. Pp. 505–521. In Mammalian Biology in South America. M. A. Mares and H. H. Genoways (eds.). Pymatuning Laboratory of Ecology, Spec. Publ. No. 6. Linesville, PA. 539 pp.
54. Mares, M. A. 1982. Conservation of South American mammals. Pp. 523–524. In Mammalian Biology in South America. M. A. Mares and H. H. Genoways (eds.). Pymatuning Laboratory of Ecology Spec. Publ. No. 6. Linesville, PA. 539 pp.
55. Mares, M. A. 1982. Research priorities in South America. Pp. 535–536. In Mammalian Biology in South America. M. A. Mares and H. H. Genoways (eds.). Pymatuning Laboratory of Ecology Spec. Publ. No. 6. Linesville, PA. 539 pp.
56. Mares, M. A., T. E. Lacher, Jr., M. R. Willig, N. A. Bitar, R. Adams, A. Klinger, and D. Tazik. 1982. An experimental analysis of social spacing in Tamias striatus. Ecology, 63:267–273.
57. Mares, M. A., K. E. Streilein, and M. P. Kosco. 1982. Nonsynchronous molting in three genera of tropical rodents from the Brazilian Caatinga (Thrichomys, Galea, and Kerodon). Journal of Mammalogy, 63:484–488.
58. Coleman, B. D., M. A. Mares, M. R. Willig, and Y. H. Hsieh. 1982. Randomness, area, and species richness. Ecology, 63:1121–1133.
59. Handford, P., and M. A. Mares. 1982. La distribucion de las especies de Rheidae (Aves Rheiformes). Neotropica, 28:47–50.
60. Lacher, T. E., Jr., M. R. Willig, and M. A. Mares. 1982. Food preference as a function of resource abundance with multiple prey types: an experimental analysis of optimal foraging theory. American Naturalist, 120:297–316.
61. Mares, M. A. 1983. Desert rodent adaptation and community structure. In Biology of Desert Rodents. O. J. Reichman and J. H. Brown (eds.). Great Basin Naturalist Memoirs, 7:30–43.
62. Mares, M. A., and R. A. Ojeda. 1984. Faunal commercialization and conservation in South America. BioScience, 34:580–584.
63. Ojeda, R. A., and M. A. Mares. 1984. La degradación de los recursos naturales y la fauna silvestre en la Argentina. Interciencia, 9:21–26.
64. Mares, M. A. 1985. Mammal faunas of xeric habitats and the Great American Interchange. Pp. 489–520. In The Great American Biotic Interchange. F. Stehli and S. D. Webb (eds.). Plenum Press, New York. 532 pp.
65. Mares, M. A. 1985. Mammal and museum literature: an international survey. Acta Zoologica Fennica, 170:57–60.
66. Mares, M. A., J. Morello, and G. Goldstein. 1985. The Monte Desert and other subtropical semiarid biomes of Argentina, with comments on their relation to North American arid areas. Pp. 203–237. In Ecosystems of the World. M. Evenari and I. Noy-Meir (eds.). Elsevier, The Netherlands. 365 pp.
67. Mares, M. A., M. R. Willig, and T. E. Lacher, Jr. 1985. The Brazilian Caatinga in South American zoogeography: tropical mammals in a dry region. Journal of Biogeography, 12:57–69.
68. Handford, P. T., and M. A. Mares. 1985. The mating systems of ratites and tinamous: an evolutionary perspective. Biological Journal Linnean Society, 25:77–104.
69. Mares, M. A. 1986. Conservation in South America: problems, consequences and solutions. Science, 233:734–739.
70. Mares, M. A., and J. K. Braun. 1986. An international survey of the popular and technical literature of mammalogy. Annals Carnegie Museum, 55:149–209.
71. Mares, M. A., K. A. Ernest, and D. D. Gettinger. 1986. Small mammal community structure and composition in the Cerrado Province of central Brazil. Journal of Tropical Ecology, 2:289–300.
72. Ernest, K. A., and M. A. Mares. 1986. Ecology of Nectomys squamipes, the Neotropical water rat, in central Brazil: home range, habitat selection, reproduction, and behaviour. Journal of Zoology, London, 210:599–612.
73. Lacher, T. E., Jr., and M. A. Mares. 1986. The structure of Neotropical mammal communities: an appraisal of current knowledge. Revista Chilena de Historia Natural, 59:121–134.
74. Lacher, T. E., Jr., I. Egler, C. J. R. Alho, and M. A. Mares. 1986. Termite community composition and mound characteristics in two grassland formations in central Brazil. Biotropica, 18:356–359.
75. Mares, M. A., and T. E. Lacher, Jr. 1987. Ecological, morphological and behavioral convergence in rock-dwelling mammals. Current Mammalogy, 1:307–348.
76. Mares, M. A., and T. E. Lacher, Jr. 1987. Social spacing in small mammals: can optimality explain individual variation? American Zoologist, 27:293–306.
77. Ernest, K., and M. A. Mares. 1987. Spermophilus tereticaudus. Mammalian Species, 274:1–9.
78. Macedo, R. H., and M. A. Mares. 1987. Geographic variation in the South American cricetine rodent Bolomys lasiurus. Journal of Mammalogy, 68:578–594.
79. Nitikman, L. Z., and M. A. Mares. 1987. Ecology of small mammals in a gallery forest of central Brazil. Annals Carnegie Museum, 56:75–95.
80. Mares, M. A. 1988. Reproduction, growth and development in Argentine gerbil mice, Eligmodontia typus. Journal of Mammalogy, 69:852–854.
81. Mares, M. A. 1988. The need for popular natural history publications concerning mammals. Proceedings, Workshop on Management of Mammal Collections in Tropical Environments, Calcutta, 1984:439–452.
82. Macedo, R. H., and M. A. Mares. 1988. Neotoma albigula. Mammalian Species, 310:1–7.
83. Mares, M. A. 1989. Desert reflections. Kudu Review, 21:17–19.
84. Mares, M. A., J. K. Braun, and D. Gettinger. 1989. Observations on the distribution and ecology of the mammals of the Cerrado grasslands of central Brazil. Annals Carnegie Museum, 58:1–60.
85. Braun, J. K., and M. A. Mares. 1989. Neotoma micropus. Mammalian Species, 330:1–9.
86. Lacher, T. E., Jr., M. A. Mares, and C. J. R. Alho. 1989. The structure of a small mammal community in a central Brazilian savanna. Pp. 137–162. In Advances in Neotropical Mammalogy. J. Eisenberg and K. Redford (eds.). Sandhill Crane Press.
87. Ojeda, R. A., and M. A. Mares. 1989. A zoogeographic analysis of the mammals of Salta Province, Argentina: patterns of community assemblage in the Neotropics. Special Publications, Texas Tech University, 27:1–66.
88. Ojeda, R. A., and M. A. Mares. 1989. The biodiversity issue and Latin America. Revista Chilena de Historia Natural, 62:185–191.
89. Willig, M. R., and M. A. Mares. 1989. A comparison of bat assemblages from phytogeographic zones of Venezuela. Pp. 59–67. In Patterns in the Structure of Mammalian Communities. D. W. Morris, Z. Abramsky, B. J. Fox, and M. R. Willig (eds.). Special Publications, Texas Tech University, No. 28, 266 pp.
90. Willig, M. A., and M. A. Mares. 1989. Mammals from the Caatinga: an updated list and summary of recent research. Revista Brasileira de Biologia, 49:361–367.
91. Mares, M. A. 1991. Prólogo II. Pp. iii–iv. In Las Aves del Gran Cuyo. Gobierno de la Provincia de Mendoza.
92. Mares, M. A., and D. J. Schmidly. 1991. Preface. Pp. xi–xii. In Latin American Mammalogy: History, Biodiversity and Conservation. Univ. of Oklahoma Press, 468 pp.
93. Mares, M. A., and D. J. Schmidly. 1991. Historical background: overview. Pp. 3–5. In Latin American Mammalogy: History, Biodiversity and Conservation. Univ. of Oklahoma Press, 468 pp.
94. Mares, M. A., and D. J. Schmidly. 1991. Biogeography and biodiversity: overview. Pp. 77–80. In Latin American Mammalogy: History, Biodiversity and Conservation. Univ. of Oklahoma Press, 468 pp.
95. Schmidly, D. J., and M. A. Mares. 1991. Conservation policy and management: overview. Pp. 235–237. In Latin American Mammalogy: History, Biodiversity and Conservation. Univ. of Oklahoma Press, 468 pp.
96. Schmidly, D. J., and M. A. Mares. 1991. Conservation education: overview. Pp. 353–356. In Latin American Mammalogy: History, Biodiversity and Conservation. Univ. of Oklahoma Press, 468 pp.
97. Mares, M. A. 1991. How scientists can impede the development of their discipline: egocentrism, small pool size, and the evolution of “sapismo”. Pp. 57–75. In Latin American Mammalogy: History, Biodiversity and Conservation. M. A. Mares and D. J. Schmidly (eds.). Univ. of Oklahoma Press, 468 pp.
98. Braun, J. K., and M. A. Mares. 1991. Natural history museums: working toward the development of a conservation ethic. Pp. 431–454. In Latin American Mammalogy: History, Biodiversity and Conservation. M. A. Mares and D. J. Schmidly (eds.). Univ. of Oklahoma Press, 468 pp.
99. Mares, M. A. 1992. Neotropical mammals and the myth of Amazonian biodiversity. Science, 255:976–979.
100. Mares, M. A. 1993. Desert rodents, seed consumption, and convergence: the evolutionary shuffling of adaptations. BioScience, 43:372–379.
101. Mares, M. A. 1993. Heteromyids and their ecological counterparts: a pandesertic view of rodent ecology. Pp. 652–713. In The Biology of the Family Heteromyidae, H. H. Genoways and J. H. Brown (eds.). Special Publication No. 10, American Society of Mammalogists.
102. Mares, M. A. 1993. Natural history museums: bridging the past and the future. Pp. 367–404. In Current Issues, Initiatives, and Future Directions for the Preservation and Conservation of Natural History Collections, C. L. Rose, S. L. Williams, and J. Gisbert (eds.). International Symposium and First World Congress on the Preservation and Conservation of Natural History Collections, Madrid, Spain, 439 pp.
103. Mares, M. A., and G. N. Cameron. 1994. Community and ecosystem ecology: a mammalogical perspective. Chap. 18. Pp. 348–376. In 75 Years of Mammalogy 1919–1994. E. Birney and J. Choate (eds.). Special Publications, American Society of Mammalogists, 433 pp.
104. Mares, M. A., and M. R. Willig. 1994. Inferring biome associations of recent mammals from samples of temperate and tropical faunas: paleoecological considerations. Historical Biology, 8:31–48.
105. Mares, M. A., and K. E. Ernest. 1995. Population and community ecology of small mammals in a gallery forest of central Brazil. Journal of Mammalogy, 76:750–768.
106. Braun, J. K., and M. A. Mares. 1995. A new genus and species of phyllotine rodent (Rodentia: Muridae: Sigmodontinae) from South America. Journal of Mammalogy, 76:504–521.
107. Mares, M. A., R. M. Barquez, and J. K. Braun. 1995. Distribution and ecology of some Argentine bats (Mammalia). Annals of Carnegie Museum, 64:219–237.
108. Braun, J. K., and M. A. Mares. 1995. The mammals of Argentina: an etymology. Mastozoologia Neotropical, 2:173–206.
109. Mares, M. A., R. M. Barquez, J. K. Braun, and R. A. Ojeda. 1996. Observations on the mammals of Tucuman Province, Argentina. I. Systematics, distribution, and ecology of the Didelphimorphia, Xenarthra, Chiroptera, Primates, Carnivora, Perissodactyla, and Artiodactyla. Annals of Carnegie Museum, 65:89–152.
110. Mares, M. A., and J. K. Braun. 1996. A new species of Andalgalomys (Rodentia: Muridae: Sigmodontinae: Phyllotini) from Argentina. Journal of Mammalogy, 77:928–941.
111. Lacher, T. E., Jr., and M. A. Mares. 1996. Effect of resource abundance and distribution on individual variation in home range size of eastern chipmunks, Tamias striatus. Journal of Mammalogy, 77:833–849.
112. Braun, J. K. and M. A. Mares. 1996. Unusual morphologic and behavioral traits in Abrocoma (Rodentia: Abrocomidae) from Argentina. Journal of Mammalogy, 77:891–897.
113. Mares, M. A., R. A. Ojeda, J. K. Braun, and R. M. Barquez. 1997. Observations on the mammals of Catamarca Province, Argentina: systematics, distribution, and ecology. In Life Among the Muses: Papers in Honor of James S. Findley, T. L. Yates, W. L. Gannon, and D. E. Wilson (eds.) Special Publication, Museum of Southwestern Biology, No. 3:89–141.
114. Mares, M. A., R. A. Ojeda, C. E. Borghi, S. M. Giannoni, G. B. Diaz, and J. K. Braun. 1997. How desert rodents overcome halophytic plant defenses. BioScience, 47:699–704.
115. Mares, M. A., J. K. Braun, and R. Channell. 1997. Ecological observations on the octodont rodent, Tympanoctomys barrerae, in a saline habitat in south central Argentina. The Southwestern Naturalist, 42:488–493.
116. Diaz, M. M., J. K. Braun, M. A. Mares, and R. M. Barquez. 1997. Key to mammals of Salta Province, Argentina. Occasional Papers of the Oklahoma Museum of Natural History, 2:1–10.
117. Mares, M. A. 1997. The geobiological interface: granitic outcrops as a selective force in mammalian evolution. J. Royal Society of Western Australia. 80:131–139.
118. Mares, M. A., and P. B. Tirrell. 1998. The importance of university-based natural history museums. Museum News March/April: 7, 61, 62, 65.
119. Cifelli, R. L., and M. A. Mares. 1998. The Oklahoma Museum of Natural History. ASC Newsletter. 26:5–8.
120. Mares, M. A. Neotoma albigula. 1999. In The Complete Book of North American Mammals. D. E. Wilson (ed.). American Society of Mammalogists, pp. 596-598.
121. Mares, M. A. 1999. Africa, deserts of. In Encyclopedia of Deserts. M. Mares (ed.). University of Oklahoma Press, pp. 11-13.
122. Mares, M. A. 1999. An introduction to deserts. In Encyclopedia of Deserts. M. A. Mares (ed.). University of Oklahoma Press, pp. xxix-xxxiii.
123. Mares, M. A. 1999. Apache. In Encyclopedia of Deserts. M. A. Mares (ed.). University of Oklahoma Press, pp. 31-32.
124. Mares, M. A., and E. A. Mares. 1999. Cities in deserts. In Encyclopedia of Deserts. M. A. Mares (ed.). University of Oklahoma Press, pp. 118-120.
125. Mares, M. A. 1999. Dead Sea. In Encyclopedia of Deserts. M. A. Mares (ed.). University of Oklahoma Press, pp. 146-147.
126. Mares, M. A. 1999. Desert Bloom. In Encyclopedia of Deserts. M. A. Mares (ed.). University of Oklahoma Press, pp. 153.
127. Mares, M. A. 1999. Diversity. In Encyclopedia of Deserts. M. A. Mares (ed.). University of Oklahoma Press, pp. 180-181.
128. Mares, M. A. 1999. Gundis. In Encyclopedia of Deserts. M. A. Mares (ed.). University of Oklahoma Press, pp. 258.
129. Mares, M. A. 1999. How to use this book. In Encyclopedia of Deserts. M. Mares (ed.). University of Oklahoma Press, pp. xi-xii.
130. Mares, M. A. 1999. Israel, deserts of. In Encyclopedia of Deserts. M. A. Mares (ed.). University of Oklahoma Press, pp. 307-308.
131. Mares, M. A. 1999. Meerkat. In Encyclopedia of Deserts. M. A. Mares (ed.). University of Oklahoma Press, pp. 351.
132. Mares, M. A. 1999. Palms. In Encyclopedia of Deserts. M. A. Mares (ed.). University of Oklahoma Press, pp. 414-415.
133. Mares, M. A. 1999. Pampas. In Encyclopedia of Deserts. M. A. Mares (ed.). University of Oklahoma Press, pp. 416-417.
134. Mares, M. A. 1999. Preface. In Encyclopedia of Deserts. M. Mares (ed.). University of Oklahoma Press, pp. ix.
135. Mares, M. A. 1999. South America, deserts of. In Encyclopedia of Deserts. M. A. Mares (ed.). University of Oklahoma Press, pp. 532-533.
136. Mares, M. A. 1999. Welwitschia. In Encyclopedia of Deserts. M. A. Mares (ed.). University of Oklahoma Press, pp. 592.
137. Ojeda, R. A., C. E. Borghi, G. B. Diaz, S. M. Giannoni, M. A. Mares, and J. K. Braun. 1999. Evolutionary convergence of the highly adapted desert rodent Tympanoctomys barrerae (Octodontidae). Journal of Arid Environments 41:443-452.
138. Diaz, M. M., R. M. Barquez, J. K. Braun, and M. A. Mares. 1999. A new species of Akodon (Muridae: Sigmodontinae) from northwestern Argentina. Journal of Mammalogy 80:786-798.
139. Barquez, R. M., J. K. Braun, M. A. Mares, J. P. Jayat, and D. A. Flores. 1999. First record for Argentina for a bat in the genus Micronycteris. Mammalia 63:368-372.
140. Mares, M. A., and J. K. Braun. 2000. Systematics and natural history of marsupials from Argentina. Pp.23-45. In
Reflections of a Naturalist. Papers Honoring Professor Eugene D. Fleharty. J. R. Choate (ed.). Fort Hays Studies, Special Issue 1.
141. Mares, M. A., and J. K. Braun. 2000. Graomys, the genus that ate South America: A reply to Steppan and Sullivan. Journal of Mammalogy 81:271-276.
142. Mares, M. A., and R. Seine. 2000. The fauna of inselbergs. Chap. 13, pp. 483-491. In Inselbergs: Biotic Diversity of Isolated Rock Outrcops in Tropical and Temperate Regions. S. Porembski and W. Barthlott (eds.). Springer-Verlag, Berlin.
143. Mares, M. A., and J. K. Braun. 2000. Three new species of Brucepattersonius from Misiones Province, Argentina. Occasional Papers of the Oklahoma Museum of Natural History 9:1-13.
144. Diaz, M. M., J. K. Braun, M. A. Mares, and R. M. Barquez. 2000. An update of the taxonomy, systematics, and distribution of the mammals of Salta Province, Argentina. Occasional Papers of the Oklahoma Museum of Natural History, 10:1-52.
145. Mares, M. A., J. K. Braun, R. M. Barquez, and M. M. Diaz. 2000. Two new genera and species of halophytic desert mammals from isolated salt flats in Argentina. Occasional Papers, Museum of Texas Tech University, 203:1-27.
146. Braun, J. K., and M. A. Mares, and R. A. Ojeda. 2000. A new species of grass mouse, genus Akodon (Muridae: Sigmodontinae), from Mendoza Province, Argentina. Zeitschrift für Säugetierkunde 65:216-225.
147. Ramirez, P., J. W. Bickham, J. K. Braun, and M. A. Mares. 2001. Geographic variation in genome size of Graomys
griseoflavus (Rodentia: Muridae). Journal of Mammalogy, 82:102-108.
148. Mares, M. A. 2001. Oklahoma’s newest museum. Pp. 5-8. In A University Natural History Museum for the New Millennium. M. A. Mares (ed.). Sam Noble Oklahoma Museum of Natural History.
149. Mares, M. A. 2001. Museum director: seventeen years in the vortex. Pp. 99-121. In A University Natural History Museum for the New Millennium. M. A. Mares (ed.). Sam Noble Oklahoma Museum of Natural History.
150. Mares, M. A. 2002. Miracle on the prairie. Museolgoica (Museu de Ciência da Universidade de Lisboa), 2:31-50 (https://web.archive.org/web/20040310215820/http://www.lib.mq.edu.au/mcm/world/icom2001/mares.html).
151. Braun, J. K., and M. A. Mares. 2002. Systematics of the Abrocoma cinerea species complex (Rodentia: Abrocomidae), with a description of a new species of Abrocoma. Journal of Mammalogy, 83:1-19.
152. Noss, A., M.A. Mares, and M.M. Diaz. 2002. The Chaco. Pp. 164-173, In Wildernes, Earth's Last Wild Places. R.A. Mittermeier, C.G. Mittermeier, P. Robles Gil, J. Pilgrim, G.A.B. da Fonseca, T. Brooks, and W.R. Konstant (eds.). CEMEX (Monterrey), Conservation International (Washington, DC), and Agrupación Sierra Madre (Mexico City), 576 pp.
153. Mares, M. A. Global patterns in the diversity of well-known groups. In Cambridge Encyclopedia of Biodiversity and Conservation. G. McKay (ed.). Cambridge Press (in press).
154. Braun, J. K., M. A. Mares, and J. S. Stafira. The chromosomes of some Argentine didelphid marsupials. Papers Honoring Professor Bernardo Villa (submitted).
155. Mares, M. A., and J. K. Braun. Three new species of Akodon (Muridae: Sigmodontinae) from the provinces of Mendoza, San Juan, and San Luis, Argentina. ZOOTAXA (submitted).